# 大統領制

青色の国がアメリカ型大統領制を採用している。

大統領制（だいとうりょうせい、英: presidential system）とは、国家元首として大統領を有する政治制度である。広義では大統領を元首としている統治体制全般を指すが、狭義においては政府の長でもある大統領を国民からの投票により、議会とは独立して選出する制度のことを指す。

## 概説
大統領制は議会と政府との関係の点から見た政治制度の分類の一つで、国家元首ないし行政府の主体たる大統領を国民から選出する政治制度である。その代表国としてアメリカなどが挙げられる。この他にドイツなどで採用されている儀礼的な役割のみを有する大統領制や、フランスなどに代表される議院内閣制との融合をはかる半大統領制がある。南アフリカなどは議会から大統領を選出する制度を採り、スイスでは内閣であり元首である連邦参事会の閣僚が輪番制で大統領を務めている。
日本の外務省によれば、大統領が存在する国の政体（政治体制）につき、それぞれアメリカは大統領制・連邦制、フランス（フランス第五共和政）は共和制、ドイツ連邦共和国は連邦共和制、大韓民国は民主共和国、フィリピン共和国は立憲共和制などとしている。
漢字文化圏では、「大統領」（大韓民国）や「主席」（中華人民共和国・ベトナム社会主義共和国・一時期の北朝鮮）や「総統」（中華民国）など独自の呼称を用いる国家もあるが、英語圏では現在はいずれも「President」である。なお共和制であっても、国家主席職を事実上廃止して以降の北朝鮮や、国家主席廃止時期の中華人民共和国、ソビエト連邦などでは、議会の常務委員会もしくは幹部会の委員長・議長を元首・元首格としている。

## 類型
権力分立の観点からは議会（立法府）と政府（行政府）の厳格な分立を組織原理としているものを大統領制、両権力の緩やかな分立もしくはある程度の融合を組織原理とするのが議院内閣制とされている。また、民主主義の観点からは立法府の行政府に対する信任の有無、もしくは行政府の立法府に対する責任の有無（大統領は国民から選出され、国民に対して直接責任を負う）が基準とされるが、両者の中間形態も存在する。

### アメリカ型大統領制

#### 特徴
アメリカ型の大統領制は徹底された三権分立の統治機構をとる。大統領は議会の選挙とは別に国民から直接的に選出され（アメリカの大統領選挙は選挙人団の制度を採用しており、制度上においては間接選挙であるが、実質的には直接選挙として機能しているとされる）、原則として大統領は任期を全うし（議院内閣制の国のような不信任の制度は無く、犯罪の嫌疑により弾劾が成立した時のみ職を失う）、さらに大統領には議会解散権や法案提出権が与えられていないこと、議員と政府の役職を兼務できないこと、政府職員は原則として議会に出席して発言できないことなどを特徴とする。アメリカの場合、大統領が議会に出席するのは年頭教書演説と予算教書演説のときぐらいであるとされる。
アメリカ型大統領制は、1819年の大コロンビア成立を皮切りに成立したラテンアメリカ諸国で数多く施行されている。
大統領制において議会側が大統領に対して用いる牽制・抑制手段には、条約批准権、国政調査権、高官人事任命の承認権、大統領に対する弾劾・罷免などがある。一方で大統領側が用いる対抗手段には、予算教書の提出あるいは勧告権、大統領令などの行政立法権、法案の拒否権や遅延権、非常事態宣言や戒厳令などの非常権限などがある。ただし、これらの抑制手段の有無と細部は各国で異なる。
日本の地方自治体の統治機構とよく比較されるが、議会側の抑制手段が異なる点、アメリカの政治制度において大統領には議案提出権や議会解散権が認められていない点などで両者は異なる。重要法案については大統領が主導的な役割を果たすようになっているものの、大統領が議会に直接議案を提出できるわけではなく、自党の有力議員に法案の提出を依頼する形がとられている。また、予算案についてもアメリカの場合、大統領は予算教書演説のみで直接提出することはできず、法案と同じ形式で議員が提案した上で審議される。

#### 分析
アメリカ型の大統領制はイギリス型の議院内閣制（ウェストミンスター・システム）と比較されることが多い。
統治機構の観点からは、イギリス型の議院内閣制（ウェストミンスター・システム）は立法権と行政権が政権与党によって結合され強力な内閣のもとに権力の集中を容認する制度（議会の多数を占める政党が行政権を担う）であるのに対し、アメリカ型大統領制は立法権と行政権を厳格に分離し権力の分散という点を強調し権力分立を指向する制度であるとされる。一般の間では大統領制のほうが権力の統合の度合いが強い政治制度とみられてきたとの指摘がある。アメリカで大統領の役割が拡大したのは20世紀以降になってからであることや、国内政治における大統領と国際政治における大統領は異なる存在であるが日本を含む外国から見ると強い影響力を行使しているように見える一因となっていることが指摘されている。また、アメリカの政治制度の場合、軍事・外交面においては大統領は議会からの制約を比較的受けにくいと分析されている。アメリカ型の大統領制は厳格な権力分立によって立法権と行政権を分散させているため、大統領の権力は制限される制度である。それに対して、議院内閣制は、議会で多数を占める政党が立法権と行政権の両方を掌握するため、内閣・首相に権力が集中する制度とされる。したがって、議院内閣制には集権性がみられ、首相権力の強いものとなっている。
立法と行政の関係について、大統領制の下では大統領と議会とは別々に選出されるため民意は二元的に代表されるのに対し（二元代表制）、議院内閣制では議会のみが選挙により選出されて内閣はそれを基盤として成立するため民意は一元的に代表される（一元代表制）。この点から議院内閣制のほうが権限の委任関係は明白となるため、立法と行政との関係を円滑に処理するという点においては、より簡単な政治モデルであるとされる。
大統領制に対しては、固定された任期が政治を硬直的なものにする、大統領の所属政党が議会で少数派の場合に政策決定に困難を生じ停滞的なものになってしまうなど消極的な見方がある一方で、大統領制の下では説明責任や政権の構成の予測可能性が明確になる、大統領と議会との間に適度な抑制と均衡を築くことができるといった見方もあり、学者間で議論が交わされてきた。
大統領制の場合には大統領の所属政党と議会の多数派が違う政党になる状態（分割政府、divided government）を生じることもあり、その場合には大統領の望む法案の成立が思うように進まなくなる可能性がある。分割政府の状態は、大統領も議会も任期制のため容易には解消しない。
アメリカ合衆国においては20世紀の行政国家化に伴って大統領が立法を主導し、司法に対しても一定の影響を与えているとされ、本来の厳格な三権分立は緩やかなものとなっている。しかし、大統領の所属政党と上院あるいは下院の支配政党が異なる分割政府の状態を生じた場合にはやはり厳格な権力分立の特徴が顕在化するとされる。大統領の立法面でのリーダーシップは抑制されることとなり、また、議会で成立した法案に拒否権が発動されるなど生産性が低い状態に陥る可能性もある。ただ、アメリカ合衆国の政治制度は分割政府の常態化を前提としつつ、政治運営や立法活動が複雑な駆け引きの下に行われ、盛んな利益集団の活動を背景として大統領や連邦議会議員が利害調整を行っていくという点に特質があり、これは長い歴史を経て形成されてきたものである。1776年の建国時以来の大統領制は200年以上の時間をかけ立法府と行政府の協働関係を構築することによって両者の決定的対立を避けてきたとされる（分割政府の下における両者の協力的関係についてはチャールズ・O.ジョーンズの分析がある）。ただし、このような大統領制がうまく機能しているのは「アメリカがほとんど唯一の例」と評されることもある。アメリカ型の大統領制を導入した国々、特にラテンアメリカ諸国で政治停滞や軍事クーデターの問題に直面することとなったためである。そもそもアメリカでも大統領と議会との対立を解消するための制度化されたシステムが存在するわけではないとされ、政権と議会との対立が先鋭化して予算が成立せず政府機能の一時停止（政府閉鎖、government shutdown）に陥ったことがある。
ホアン・リンスなど、大統領制民主主義に批判的な学者は「大統領と議会の対立が深刻になると、国政が麻痺状態に陥ったまま抜け出せなくなる危険があり、危機収拾のために憲法を無視しなければならないという主張が生まれ非常事態のための規定が濫用されたり（議会の強制解散など）、大統領による独裁や反政府派によるクーデターを招くことになる」と主張した。その一方で、独裁やクーデターを招いた大統領制はほぼラテンアメリカに集中していることから「ラテンアメリカという特殊な地理的要因を指摘する向きもあるし、大統領制内部での様々な制度的差異にこそ着目すべきであって大統領制そのものが問題なのではない」という主張もある。
近年は大統領制にも多様な類型が存在することを前提としつつ、それに付随する諸制度や他の政治制度との組み合わせとともに分析されるようになっており、政策選択やそれをもたらすリーダーシップなどミクロ的な観点が重視されるようになっている。
なお、アメリカでは立法部への圧力活動が特に活発で（ロビー活動も参照）、これは政党の分権的・拡散的性格や党議拘束が弱く党派の区分によらない交差投票が一般的であること等の要因によるためとされるが、利益や集団の多様化は統治権力の収拾を困難なものにするため、統治権力の安定をいかに図るかが制度上の課題として指摘されている。

### 半大統領制
フランス第五共和政やロシア連邦のように、大統領と首相が二頭政治を布いて権力を拮抗させる政治制度は半大統領制と呼ばれる。大統領制が強大な権限を行使する場合もあれば、大統領が外交を、首相が内政をそれぞれ担当することで権限行使の抑制を心掛けて運営される場合もある。

### 名誉職型大統領制
国家の象徴（元首）として大統領を有する制度である。事実上の議院内閣制の一種であり、議会から選出された首相により実質的な統治が行われる。この制度の場合、大統領は儀礼的な役割しか持たない、或いは権限が極めて弱い。ドイツ、インド、ポーランド、イスラエルなどの国がこの制度に該当する。

### 議会から大統領を選出する制度
実質的な権限を持つ大統領が、議会から選出される政治体制も存在する。
アンゴラでは2010年に施行された新憲法の規定により、議会選挙で最多得票を獲得した政党の名簿で第一位にある者が自動的に大統領となる政治制度が導入された。特に在アンゴラ日本大使館は、この制度を議院大統領制と称している。
ミャンマーも大統領が議会（上下両院）から選出され、議会の信任に服する統治体制を採っており、議院内閣制と大統領制の中間的形態ともいえる。
南アフリカ共和国では選挙後最初の国民議会（下院に相当）において議員の中から大統領が選出されるため、これもまた議院内閣制と大統領制の中間的性質を有する政体であるとされる。

## 歴史

### アメリカ合衆国
大統領制はアメリカ合衆国憲法によって具現化された。それはフランスの思想家であるシャルル・ド・モンテスキューの「権力分立論」に強い影響を受けている。モンテスキューは1729年から1年半にわたってイギリスに滞在し、『法の精神』第11編第6章「イギリスの国制について」を叙述し権力分立について論じている。
イギリスでは1688年の名誉革命以降、君主の権力を制限するため議会と君主が立法権を共有する憲法習律が形成され（制限君主制）、君主と議会は相互に独立性をもって対峙し厳格に権力を分立した。制限君主制においては国王に任命される大臣は内閣を形成し、国王と議会の中間にたって国王と議会の仲介役を果たした（議会における君主主権）。
イギリスの国王は国家元首であると同時に国軍の最高司令官（名目上）でもあり、議会で成立した法律に対しては拒否権を有していた。これらの制度は制限君主を大統領に置き換える形でアメリカ合衆国憲法に導入された。アメリカ合衆国の大統領は議会からの独立性を強め、厳格な三権分立制を形成していった。
ただし、モンテスキューの考察は当時慣行が確立されつつあった議院内閣制はその視野に入っておらず、イギリス国王の庶民院（下院）の解散権や国王が議会多数派から大臣を任命するようになった点については明確に語っていないなど、当時のイギリスの国制を忠実に叙述したとはいえず、実際には存在しないイギリスの政治制度を理想化して描かれたものではないかとの指摘がある。
また、ロバート・ダールによればアメリカ合衆国憲法制定当時、イギリスの政治では首相は議会からの信任を必要とするなど政治体制に重大な変化がおこりつつあったが、これが全面的に表面化するのは1832年であったために憲法の立案者がこのような変化を知ることはできなかったと指摘している。
アメリカの統治機構は権力の機能的拡散（三権分立）と権力の地域的拡散（連邦制）を特徴とする。アメリカ合衆国憲法の制定当時、保守的な指導者らは議会多数派が行政府を支配して大きな権力をふるうことを危惧し、大統領選挙においても直接投票とすることを不安視して各州の大統領選挙人による投票という形が採られるようになったといわれる。議会が強く大統領の地位が相対的に弱いという関係は、南北戦争のあったエイブラハム・リンカーンの政権下などを除き、19世紀末まで続くこととなったとされる。
しかし、20世紀に入って産業革命からなる資本主義の発達とともに経済社会問題への対応が必要になり大統領の権限は拡大していくこととなった。アメリカではニューディール政策の時期から1960年代にかけて大統領の役割は拡大し、その後1980年代までは議会の復権期、1990年代以降は大統領と議会との協調期にあると分析されている。
大統領が国の政治に主導的役割を果たす政治制度はフランクリン・ルーズベルトの政権下で確立された。1929年以来アメリカでは大不況に陥っていたが（世界恐慌）、フランクリン・ルーズベルトは大統領に就任すると重要法案をホワイトハウスで立案し議会に働きかけて早期に可決実行に移された。
その後も大統領の権限拡大は進み、ベトナム戦争の頃になると「帝王的」との世論の批判を受けるようになった。リチャード・ニクソン政権下では、連邦政府の制約なしで予算面において州政府に直接に交付金を給付できる制度が創設され、さらに国庫支出につき限度額以上のものに対して拒否権を行使できる制度の創設が画策された。
しかし、1970年代半ばウォーターゲート事件が起きると下院司法委員会が大統領弾劾手続を行うなど、議会はその地位を回復することとなった。その反面、リチャード・ニクソンの後継の大統領・ジェラルド・R・フォードは対議会関係に苦慮したとされる。なお、1968年以降、特に分割政府の出現する期間が長くなっている。
大統領の対議会関係が良好になるか否かは、大統領が国内政治を強力に遂行していくことが可能か不可能かという点で極めて重要とされる。
ジョン・F・ケネディは議会の抵抗にあって重要法案が通過しないなど国内政策の点においては大きな成果を残すことができなかったが、リンドン・ジョンソンは議会対策に熟練していたため社会福祉法を成立させることができたとの分析がある。また、ジミー・カーターもエネルギー法案について議会承認に1年以上もかかり大幅に修正され、パナマ運河法案でも上院承認に1年以上を要してしまうなど対議会関係が良好でない事態が生じたが、その原因として大統領就任前に議会やワシントンD.C.との関係が皆無であった点が指摘されている。
1995年から1996年にかけビル・クリントン政権は財政均衡化を巡り議会と鋭く対立し、その際には予算が成立せず政府機能の一時停止という事態になった（政府閉鎖も参照）。

### フランス
有権者団の代表としての大統領および議会の観点からは普通選挙制の導入はフランスが最初であり、制度としてはフランス革命によって君主制が廃止された1792年、大統領選としてはフランス第二共和政期の1848年に実施している。
18世紀末のフランス革命以来、議会主義が徹底されていたが、議員行動の自由が幅広く認められ、政党の議員に対する拘束あるいは政権構成員に対する拘束が極めて緩かったために、議院内閣制にとっては大きな障害とされた。
1958年のアルジェリア戦争により政権の軍部統制は失敗し、大統領制に議院内閣制の要素を加えた半大統領制の政治形態をとるフランス第五共和政が成立した。

## 主なアメリカ型大統領制の国家
- アメリカ合衆国
- アルゼンチン
- イラン - ただし、イスラム聖職者の中から選出される最高指導者も大統領とともに元首であり、大統領は主に行政府の長としての役割を担う。
- インドネシア
- カザフスタン
- ケニア
- スーダン
- 大韓民国 - 国務総理（首相）が設置されているものの、行政府の長はあくまで大統領である。
- チリ
- ナイジェリア
- フィリピン
- ブラジル
- ペルー
- メキシコ

など